# Resultados do Carnaval de Recife em 2016
Resultados do Carnaval de Recife em 2016.

## Escolas de Samba

### Grupo Especial
- 1- Gigante do Samba
- 2- Galeria do Ritmo
- 3- Limonil
- 4- Rebeldes do Samba

### Grupo 1
- 1- Imperiais do Ritmo
- 2- GRES Unidos da Vila Escailabe
- 3- GRES Raio de Luar

### Grupo 2
- 1- Pérola do Samba

## Maracatu de Baque Solto

### Grupo Especial
- 1- MBS Leao de Ouro (Condado)
- 2-MBS Cruzeiro do Forte
- 3- MBS Esrela Dourada (Buenos Aires)

### Grupo 1
- 1- MBS Leão Mimoso (Ipatininga/Aliança)
- 2- MBS Gavião da Mata (Glória do Goitá)
- 3- MBS Cambinda Brasileira (Nazaré)

### Grupo 2
- 1- MBS Pavão Misterioso ( Upatininga/Aliança)
- 2- MBS Leão Misterioso (Nazaré)
- 3- MBS Leão Vencedor (Chã de Alegria)

## Maracatus de Baque Virado

### Grupo Especial
- 1- MBV Nação Porto Rico
- 2- MBV Estrela Brilhante (Recife)
- 3- MBV Leão da Campina

### Grupo 1
- 1- MBVAlmirante do Forte
- 2- MBV Nação Tupinambá
- 3- MBV Cambinda Africano

### Grupo 2
- 1- MBV Oxum Mirim
- 2- MBV Nação de Luanda
- 3- MBV Linda Flor (NC)

## Bois de Carnaval

### Grupo Especial
- 1- Boi Glorioso ( Bonito)
- 2- Boi Ta ta ta
- 3- Mimoso da Bomba do Hemeterio

### Grupo 1
- 1- Boi Misterioso (Limoeiro)
- 2- Boi Fantastico (Arcoverde)
- 3- Boi Malabá

### Grupo 2
- 1- Boi Diamante
- 2-Boi Arcoverde
- 3- Boi Pavao (Limoeiro)

## Ursos

### Grupo Especial
- 1- Urso do Ovão
- 2- Urso Cangaçá (Água Fria)
- 3- Urso Branco da Mustardinha

### Grupo 1
- 1-Urso Pé de lã
- 2- Urso Mimoso de Afogados
- 3- Urso do Vizinho

### Grupo 2
- 1- Urso Pé de Lã
- 2- Urso Texaco
- 3- Urso Polo Sul

## Tribos de Índios

### Grupo Especial
- 1- Índio Tupiniquim
- 2- Índio Tupi Nambá
- 3- Índio Cobra Coral

### Grupo 1
- 1- Índio Tupi Guarani
- 2- Índio Ubirajara E -
- 3- Índio Tupi Oriental

## Troças

### Grupo Especial
- 1- TCM Batutas de Água Fria
- 2- TCM To Chegando Agora
- 3- TCM Abandores do Arruda

### Grupo 1
- 1- TCM Estou Aqui De Novo
- 2- TCM A Japa do Coque
- 3- TCM Estrela da Boa Vista

### Grupo 2
- 1- TCM Dragão de Campo Grande
- 2- TCM Bacalhau do Beco
- 3- TCM Beija Flor em Folia

## Clube de Bonecos

### Grupo Especial
- 1- Clube de Boneco Seu Malaquias
- 2- Clube de Bonecos Tadeu no Frevo
- 3- Menino do Pátio de São Pedro

### Grupo 1
- 1- Garota da Ilha do Maruim
- 2- Homem da Madrugada
- 3- Linguarudo de Ouro Preto

### Grupo 2
- 1- Boneco to Afim
- 2- Bochechudo de Areia
- 3- Raissa no Frevo

## Clube de Frevo

### Grupo Especial
- 1- Bola de Ouro
- 2- Girassol da Boa Vista
- 3- Lenhadores

### Grupo 1
- 1- CCM das Pás
- 2- CCM Vassourinhas
- 3- CCM Arrasta Tudo

### Grupo 2
- 1- CCM Pavao Misterioso
- 2- CCM Tubarões do Pina
- 3- CCM Toreiro de Santo Amaro

## Blocos de Pau e Corda

### Grupo Especial
- 1- Amante das Flores (Camaragibe)
- 2- Madeira do Rosarinho
- 3- Batutas de São José

### Grupo 1
- 1- BCM Lírio da Lira
- 2- BCM Edite no Coração
- 3- BCM Com Amor a Você

## Caboclinhos

### Grupo Especial
- 1- Caboclinho União Sete Flexas ( Goiana)
- 2- Caboclinho Tupã
- 3- Caboclinho Tupy

### Grupo 1
- 1- Caboclinhos Carijós (Recife)
- 2- Caboclinhos 7 Flexas (Recife)
- 3- Caboclinhos Flexa Negra da Tribo Truká

### Grupo 2
- 1- Caboclinho Tainá
- 2- Caboclinho Taperaguazes
- 3- Caboclinho Potiguares ( Goiana)